# Does
Does (jap. ドーズ Dōzu) – japońska grupa rockowa. Założona w 2000 roku w prefekturze Fukuoka. Pierwszy singiel grupy pojawił się w 2004 roku, w 2006 grupa podpisała kontrakt z wytwórnią Ki/oon Records. Ich szósty singiel „Donten” osiągnął 3. miejsce w tygodniowym zestawieniu Oricon. Został użyty w 5 czołówce anime Gintama 21 kwietnia 2010 roku grupa wypuściła singiel „Bakuchi Dancer”, który sprzedał się w ilości 33 000 kopii w ciągu pierwszego tygodnia i osiągnął 3. miejsce na tygodniowej liście Oricon’a.

## Członkowie
- Wataru Ujihara (jap. 氏原 ワタル Ujihara Wataru) – wokal, gitara
- Yasushi Akatsuka (jap. 赤塚 ヤスシ Akatsuka Yasushi) – gitara basowa, chórek
- Keisaku Morita (jap. 森田 ケーサク Morita Kēsaku) – perkusja, chórek

## Dyskografia

### Niezależne
1. „DOES” (5 marca 2004)
2. „outside” (20 lutego 2005)
3. „fish for you” (9 czerwca 2005)
4. „Fish For You No. 2" (8 marca 2006)

### Single
1. „Ashita wa Kuru no ka” (jap. 明日は来るのか; „Czy przyjdziesz jutro”) (6 września 2006)
2. „Akai Sunday” (jap. 赤いサンデー Akai Sandē; „Czerwona Niedziela”) (1 listopada 2006)
3. „Sangatsu” (jap. 三月; „Marzec”) (21 marca 2007)
4. „Shura” (jap. 修羅; „Rzeź”) (16 maja 2007)
  - piąta tyłówka anime Gintama
5. „Subterranean Baby Blues” (jap. サブタレニアン・ベイビー・ブルース Sabutarenian Beibī Burūsu) (31 października 2007)
6. „Donten” (jap. 曇天; „Pochmurna Pogoda”) (18 czerwca 2008)
  - piąta czołówka anime Gintama
7. „Hi wa Mata Noboru” (jap. 陽はまた昇る; „Słońce wstanie ponownie”) (22 października 2008)
8. „Sekai no Hate/Torch Lighter” (jap. 世界の果て / トーチ・ライター Sekai no Hate / Tōchi Raitā; „Skraj świata / Zapalniczka”) (8 kwietnia 2009)
9. „Bakuchi Dancer / Bokutachi no Kisetsu” (jap. バクチ・ダンサー / 僕たちの季節 Bakuchi Dansā / Bokutachi no Kisetsu) (21 kwietnia 2010)
  - czołówka i tyłówka pełnometrażowego filmu anime Gintama: The Movie
10. „Jack Knife” (jap. ジャック・ナイフ Jakku Naifu) (20 października 2010)
  - motyw w grze na psp Kenka Bancho 5
11. „Ima o Ikiru” (jap. 今を生きる; „Teraz Żyję”) (14 marca 2012)
12. „Yumemiru Sekai” (jap. 夢見る世界; „Świat Widziany w Snach”) (14 listopada 2012)
13. „Guren” (2 lipca 2014)
  - piętnasta czołówka anime Naruto Shippuden

### Albumy
1. NEWOLD (8 listopada 2006)
2. SUBTERRANEAN ROMANCE (18 listopada 2007)
3. The World’s Edge (29 kwietnia 2009)
4. Modern Age (15 grudnia 2010)
5. KATHARSIVILIZATION (9 maja 2012)
6. Other side of Does (25 września 2013)[3]